# سیارک ۲۱۷۸

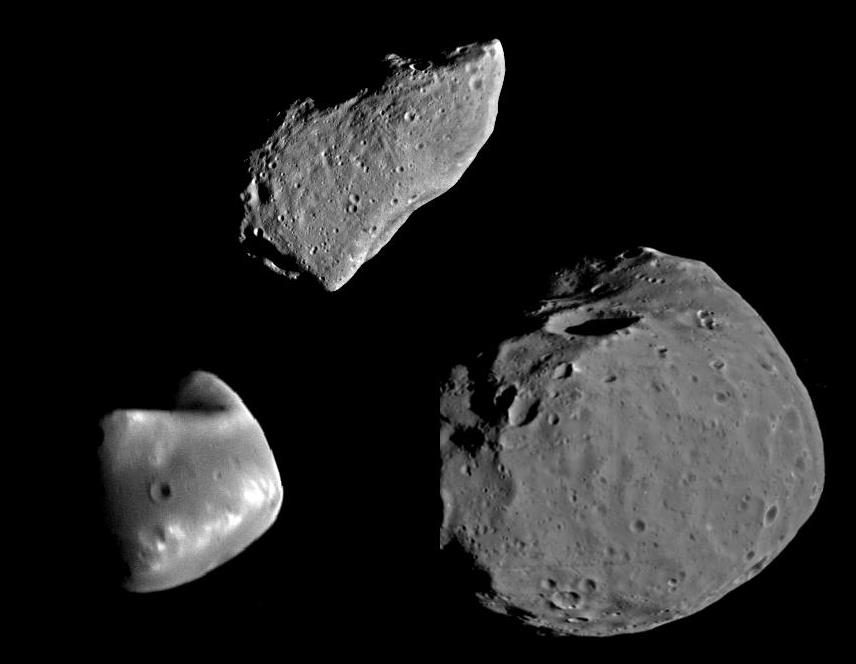
سیارک ۲۱۷۸

سیارک ۲۱۷۸ (به انگلیسی: 2178 Kazakhstania، نامگذاری:1972RA2) دو هزار و صد و هفتاد و هشتمین سیارک کشف شده‌است که در ۱۱ سپتامبر ۱۹۷۲ کشف شد.
قدر مطلق سیارک برابر ۱۳٫۴۰ است.